# Couvade-szindróma
A Couvade-szindróma egy, a várandós anyához közel álló személyekre, különösen az apára jellemző pszichoszomatikus tünetcsoport, amelyben az adott személy a terheshez hasonló tüneteket produkál. A szindróma elnevezése a francia couver (=költeni, kotlani) igéből származik. A couvade kifejezést az orvostudomány és a pszichológia a kulturális antropológiától vette át.

## Jellemző tünetei
A Couvade szindróma legfontosabb tünetei hasonlóak a terhességi tünetekhez, természetesen azzal a különbséggel, hogy nem közvetlenül a terhesség idézi elő ezeket. Jelentkezhet étvágytalanság, fogfájás, rendszeres hányinger, szédülés, álmatlanság, ingerlékenység, hirtelen hangulatváltozások, fáradékonyság, alhasi fájdalmak, szélsőséges esetekben anorexia (de ezzel ellentétesen indokolatlan súlygyarapodás is) sőt posztpartum depresszió is.
A tünetek általában a terhesség harmadik hónapjától jelentkeznek, és nagyjából a szülésig, illetve a gyermekágyi időszak végéig tartanak.

## Elterjedése
A kutatók egyetérteni látszanak abban, hogy a Couvade szindróma független a kulturális-történelmi-társadalmi meghatározottságoktól. Minden népcsoportban és társadalmi rétegben nagyjából azonos gyakorisággal lép fel. A jelenség orvostudományi vizsgálata azonban még csupán elszórt megfigyeléseken alapul, komoly tudományos monográfia még nem született a kérdésről.
Egyes statisztikai összehasonlító vizsgálatok szerint a Couvade szindróma a várandós nők partnereinek megközelítőleg 10-15 százalékát érinti.

## Okai
A Couvade szindróma megjelenésére számos, egymást kiegészítő magyarázat született. Mivel sokféle tünettel járó bonyolult pszichoszomatikus összefüggésekről van szó, valószínűleg nem lehetséges egyetlen kiváltó okot elkülöníteni. A legáltalánosabb magyarázat szerint az apa tüneteit a nő és magzat iránti aggódás és felelősségérzet váltja ki.
A pszichoanalitikus magyarázat szerint a háttérben a férfi féltékenysége és a nő teremtő ereje miatt érzett irigysége, valamint az áll, hogy az apa mintegy rivalizál a magzattal. A szociálpszichológiai felfogások ezzel szemben inkább a modern apaszerep eljelentéktelenedése és az apának a terhességben való részvételi igénye közötti konfliktust jelölik meg kiváltó okként. Más elméletek az anyával történő érzelmi azonosulást, az apaságra való felkészülést emelik ki.

## Kezelése
Bár a mentális betegségek legfontosabb regiszterének számító Diagnostic and Statistical Manual of Mental Disorders (Mentális rendellenességek kórmeghatározó és statisztikai kézikönyve) nem tartalmazza, többen érvelnek a Couvade szindróma medikalizációja mellett. Specifikus terápiája nincs, a tünetek a szülést követően megszűnnek.

## Tágabb jelentése
A Couvade szindróma jelenségére a törzsi és népi kultúrák is felfigyeltek. Az ezzel kapcsolatos jelenség- és szokáscsoportot a kulturális antropológia a couvade fogalmával írja le. (Maga a francia elnevezés is egy régi baszk szokás megfigyeléséből született.) A szakemberek couvade (férfi gyermekágy) alatt azt a társadalmi intézményt értik, amelyben az apa a szülés alatt, illetve a posztpartum időszakban felfüggeszti hagyományos, rutinszerű tevékenységeit, betart bizonyos tabukat és korlátozásokat, illetve bizonyos rituális cselekvéseket végez. Legjellemzőbb formája, hogy erre az időszakra ágyba fekszik, illetve gyakran imitálja a szülést, szülési fájdalmakat stb.